# هوبير بومونت
هوبير بومونت (بالإنجليزية: Hubert Beaumont)‏ هو سياسي بريطاني (وحمل سابقاً جنسية المملكة المتحدة لبريطانيا العظمى وأيرلندا)، ولد في 1883، وتوفي في 2 ديسمبر 1948. حزبياً، نشط في حزب العمال. في الانتخابات الفرعية في مجلس العموم البريطاني ‏، انتخب عضو برلمان المملكة المتحدة الـ37 عن دائرة Batley and Morley (UK Parliament constituency) ‏ (9 مارس 1939 – 15 يونيو 1945) وفي الانتخابات العامة في المملكة المتحدة 1945 ‏، انتخب عضو برلمان المملكة المتحدة الـ38 عن دائرة Batley and Morley (UK Parliament constituency) ‏ (5 يوليو 1945 – 2 ديسمبر 1948).